# Lucky Cannon
Jon Emminger est un catcheur américain né à New Port Richey en Floride, plus connu sous les noms de ring Johnny Prime et Lucky Cannon. Il travaillait à la World Wrestling Entertainment (WWE), où il apparaissait dans le club-école Florida Championship Wrestling sous le nom de Johnny Prime. Il a également été un des participants de WWE NXT saison 2 sous le pseudonyme de Lucky Cannon. Il a gagné une fois le titre de Champion poids-lourds de la FCW.

## Biographie
Emminger a cinq frères et sœurs, quatre frères aînés et une sœur cadette. Son frère aîné, Shaun, l'a intéressé dans la lutte.
Avant de devenir lutteur, Emminger jouait au Football au collège, et bien plus tard dans la Arena Football League. Il a également joué pour les  St. Louis Rams. 

## Carrière

### World Wrestling Entertainment (2008-2011)

#### Florida Championship Wrestling (2008-2011)
Il débute à la FCW le 12 juillet 2008 où il lutta sous le pseudonyme de Johnny Prime et faisant équipe avec Lupe Martinez, mais perd face à Sinn Bowdee et Jack Gabriel. Il lutta principalement dans des matchs par équipe, et rencontre un certain succès le mois suivant, quand il fait équipe avec Kafu pour vaincre Jack Gabriel et Ian Richardson, et avec Imani Lee pour vaincre Tyrone Jones et Vic Adams. Il a également participé à un tag team match mixte avec Tiffany pour gagner face à Stu Bennett et Alicia Fox. En septembre, Il commence des matchs simples contre Caleb O'Neil, TJ Wilson, Gavin Spears, et Mike Kruel. Fin 2008, il entre en rivalité avec Byron Saxton et son stable, Le conglomérat Saxton, et face aux membres du conglomérat dans plusieurs matchs. Au cours de cette rivalité, Kaleb O'Neal rejoint Prime pour l'aider. Mais plus tard, O'Neal rejoint la conglomérat. Au début de 2009, Johnny Prime fait équipe avec plusieurs catcheurs comme Scotty Goldman pour battre Kaleb O'Neal et Laurent Chevalier, et avec Joe Hennig pour battre The Dudebusters (Trent Barreta et Caylen Croft). En mars, avril et mai, il entre en rivalité avec Alex Riley, Perdant contre lui dans un match simple et à des tournages en mars à la télévision. Il prend une revanche le 26 mars quand il fait équipe avec Johnny Curtis pour battre Tyler Reks et Riley et M. Tarver et Ian Richardson dans un six-man tag team match. Le mois suivant, dans un match Tag Team Match à 8, Jonny Prime, Ricky Ortiz, Eric Escobar et Sheamus O'Shaunessy battent Riley, Justin Angel, Drew McIntyre et D. H. Smith. Il met fin à sa rivalité contre Alex Riley quand il fait équipe avec Tyler Recks et Sheamus O'Shaunessy pour battre Riley, McIntyre et Lance Hoyt. Pour le reste de l'année, Johnny Prime lutte contre Drew McIntyre, Vance Archer, Curt Hawkins, et Justin Gabriel. Il perd également un Triple Threat match, impliquant Joe Hennig et Johnny Curtis, lorsque Curtis lui fit le tombé. Au début de l'année 2010, Johnny Prime bat Joe Hennig le 25 février. En mars il perd face à Joe Doering qui se rebaptise Drake Brewer.

#### NXT Saison 2 (2010)
Le 1er juin 2010, Il est annoncé comme participant à la deuxième saison de NXT, sous le nom de « Lucky » Cannon, avec pour pro Mark Henry. Il fait ses débuts sur le ring le 15 juin en équipe avec Henry mais perd face à Michael McGillicutty et Kofi Kingston. Après le match, Cody Rhodes (Pro de Husky Harris) insulte Cannon se vantant de pouvoir le battre en 4 minutes sur un ring, conduisant la semaine suivante à un match entre Rhodes et Lucky Cannon. Le 22 juin, Rhodes dit que finalement le décompte est maintenant de 5 minutes, Cannon perd le match face à Cody Rhodes après un Cross Rhodes (Il restait 1 minute 02 au compteur). La semaine suivante, Cannon remporte un défi où il devait porter un baril et faire le tour du ring et gagne donc l'immunité face à l'élimination. Plus tard dans la nuit, Cannon fait équipe avec McGillicutty et Kaval contre Alex Riley, Eli Cottonwood et Titus O'Neil, et remporte le match par équipe après que Kaval fit le tombé sur Riley donnant à Cannon sa première victoire à NXT puis lors du NXT Pool il est classé 5e. Le 27 juillet, lors du NXT Pool, il se classe une nouvelle fois 5e. Le 9 août à RAW, il participe à un six-man tag team match avec Kaval et Percy Watson mais perd face à McGillicutty, Husky Harris et Alex Riley. La nuit suivante, à NXT, l'équipe Cannon a remporté un match revanche mais plus tard dans la nuit, Cannon est éliminé de la compétition quand il se retrouve 6e au classement.

#### Retour à la FCW
À la suite de son élimination de NXT, il retourne en développement à la FCW, il y fait un heel turn en devenant l'un des gardes du corps de la General Manager Maxine. Le 3 février 2011, il s'empare du Florida Heavyweight Championship aux dépens de Bo Rotundo grâce à Brett Dibiase qui faisait son retour en tant qu'arbitre pour ce match. Il perd le titre contre Bo Rotundo. Lors du FCW du 31 juillet il bat Husky Harris.

#### NXT5esaisonet licencement (2011)
Lors de la 5e saison de NXT, il est le rookie de Tyson Kidd. Il perd son premier match face à Titus O'Neil. Le 15 mars 2011 lui et Tyson Kidd battent Yoshi Tatsu et Byron Saxton. Le 22 mars il bat Byron Saxton, à la fin du match il porte sa prise de finition au pro de Saxton, Yoshi Tatsu. Le 7 août 2011 la WWE met fin à son contrat avec d'autres catcheurs de la FCW.

### Circuit Indépendant (2011-...)
Le 10 septembre 2011, Emminger fait ses débuts au Florida Wrestling Underground (FUW) à New Port Richey. Il va maintenant sous le nom de ring LC

## Vie personnelle
On apprend à NXT qu'il y a longtemps, Lucky Cannon a eu un grave accident à la tête qui lui a couté une rééducation de 2 semaines pour retrouver l'usage de la marche et de la parole tant le choc avait été violent.

## Récompenses de magazines
- Pro Wrestling Illustrated
  - Classé numéro 298 dans le top PWI 500 en 2010.
- Florida Championship Wrestling
  - 1 fois FCW Florida Heavyweight Championship